# Дэвис, Норман
Айвор Норман Ричард Дэвис (англ. Ivor Norman Richard Davies; род. 8 июня 1939 год, г. Болтон, Англия) — британский историк.

## Биография
Учился в колледже Святой Магдалины в Оксфорде, затем в аспирантуре Ягеллонского университета, где занимался исследованием советско-польской войны. С 1971 преподавал польскую историю в Лондонском университете. В 1981 году вышла его книга «God’s Playground» («Божье игрище») об истории Польши, а в 1984 году — книга «Heart of Europe» («Сердце Европы») о роли польской истории в её настоящем.
Некоторые историки обвиняли Дэвиса, в 2014 году получившего польское гражданство, в «полонофильстве» при описании польско-немецких, польско-русских и польско-еврейских конфликтов. Особенно острой критике он подвергался со стороны еврейских историков Люси Давидович и Абрахама Блумберга. Предположительно, это было одной из причин, по которой Дэвису в 1986 году отказали в постоянной профессорской ставке в Стэнфордском университете. Дэвис подал в суд за нарушение контракта, но суд решил, что у него нет юрисдикции в решении академических споров.
В 1990-х годах Дэвис написал две большие книги «Europe» (1996) — общее описание истории Европы, в котором Дэвис постарался уделить равное внимание всем частям Европы, в частности славянским странам. В 1999 году вышла книга «The Isles» об истории Британских островов.
Отмечен Erasmus Medal Европейской академии (2013), Longman–History Today Award (2014).

## Труды
- 1972: White Eagle, Red Star: The Polish-Soviet War, 1919-20. (2004 edition: ISBN 0-7126-0694-7)
- 1977: Poland, Past and Present. A Select Bibliography of Works in English. ISBN 0-89250-011-5
- 1981: God’s Playground. A History of Poland. Vol. 1: The Origins to 1795, Vol. 2: 1795 to the Present. Oxford: Oxford University Press. ISBN 0-19-925339-0 / ISBN 0-19-925340-4.
- 1984: Heart of Europe. A Short History of Poland. Oxford: Oxford University Press. ISBN 0-19-285152-7.
  - 2001: Heart of Europe : The Past in Poland’s Present. Oxford: Oxford University Press, USA; New edition ISBN 0-19-280126-0
  - 2009: Сердце Европы / Пер. с англ. Николая Ярцева, Ольги Нитопчук; Коллегиум Восточной Европы имени Яна Новака, Вроцлав. — М.: Издательство «Летний сад», 2009. — ISBN 978-5-98856-058-6
- 1991: Jews in Eastern Poland and the USSR, 1939-46. Palgrave Macmillan. ISBN 0-312-06200-1
- 1996: Europe: A History. Oxford: Oxford University Press. ISBN 0-19-820171-0
  - История Европы. — М.: АСТ; Транзиткнига, 2004. — 944 с. — ISBN 5-17-024749-4; 5-9578-1011-8
- 1997: Auschwitz and the Second World War in Poland: A lecture given at the Representations of Auschwitz international conference at the Jagiellonian University. Universitas. ISBN 83-7052-935-6
- 1999: Red Winds from the North. Able Publishing. ISBN 0-907616-45-3
- 1999: The Isles. A History. Oxford: Oxford University Press. ISBN 0-19-513442-7
- 2002 (with Roger Moorhouse): Microcosm: Portrait of a Central European City. London: Jonathan Cape[англ.]. ISBN 0-224-06243-3
  - 2013: Дэвис Н., Мурхауз Р. Микрокосмос: История центральноевропейского Города / Пер. с англ. — М.: Летний сад, 2013. — 720 с.: илл. — ISBN 978-5-98856-184-2
- 2004: Rising '44. The Battle for Warsaw. London: Pan Books[англ.]. ISBN 0-333-90568-7
- 2006: Europe East and West: A Collection of Essays on European History. Jonathan Cape. ISBN 0-224-06924-1
- 2006: Europe at War 1939—1945: No Simple Victory. Macmillan. ISBN 0-333-69285-3
- 2011: Vanished Kingdoms: The History of Half-Forgotten Europe. Allen Lane. ISBN 978-1-84614-338-0

## Награды
- Рыцарь-командор ордена Святых Михаила и Георгия
- Орден Белого орла (2012)[2]
- Почётный знак МИД Польши «Bene Merito» (2009)[3]
- Почётный гражданин Варшавы, Вроцлава, Люблина[4], Кракова[5]
- Золотая Медаль «За заслуги в культуре Gloria Artis» (2005)[6]
- Орден Креста земли Марии 3 степени (2008, Эстония)[7]